# Манакін-бородань
Манакін-бородань (Corapipo) — рід горобцеподібних птахів родини манакінових (Pipridae). Включає 3 види. Поширені в Центральній Америці і на півночі Південної Америки.

## Види
- Манакін-бородань бразильський (Corapipo gutturalis)
- Манакін-бородань білогорлий (Corapipo altera)
- Манакін-бородань північний (Corapipo leucorrhoa)